# Piła
Piła (německy Schneidemühl) je město v Polsku ve Velkopolském vojvodství v okrese Piła ve stejnojmenné gmině. Žije zde přibližně 70 tisíc obyvatel.

## Název
Název města pochází z podstatného jména pila „řezný nástroj“ Název osady naznačuje, že město bylo založeno na pile, tedy vodním mlýně pohánějícím pilu.
Německý název Schneidemühl se používá od prvního rozdělení Polska v roce 1772. Formálně jde o složeninu slovesného kmene schneid – „řezat“ s podstatným jménem kmen Mühle „mlýn“- Současný název byl administrativně schválen 7. května 1946.

## Poloha a vznik města
Město se vyvinulo z malé rybářské osady umístěné na dolním toku řeky Gwda mezi lesy. Městská práva získalo pravděpodobně v 15. století a v roce 1513 tato privilegia potvrdil král Zikmund I. Starý. V důsledku 1. dělení Polska se město stalo součástí Pruského království a po 1. světové válce zůstalo na německé straně hranice. V roce 1945 byla Piła prohlášena pevnostním městem a zahrnuta do opevnění Pomořského valu. Válečné škody ve městě dosáhly až 70 % (90 % v centru města). Po druhé světové válce bylo město vybudováno prakticky od nuly. V letech 1975–1998 bylo hlavním městem samostatného vojvodství.
Město je obklopeno borovými lesy a kopcovitými oblastmi ve tvaru ledovce. Rozkládá se na ploše 102,68 km². Zelené plochy pokrývají více než polovinu města. Ve městě je také několik vodních nádrží: umělá přehrada Koszyce, jezero Bagienne, Piaseczno, jezero Piaszczyzna, jezero Płotki, jezero Rudnickie a menší rybníky a bažiny, včetně jezer nacházejících se v oblasti Kuźnik přírodní rezervace Kuźnik Bagienny a Kuźnik Olsowy, obklopené rozmanitými porosty stromů.

## Historie
První archeologický výzkum ve městě byl proveden v 19. století. Byl zde objeven korintský sloup s bronzovou hlavicí, bronzový popelník, kelt s nápisem a hrot šípu s byla zde vykopána řezná čepel neobvyklého tvaru“ (původní pravopis). Podle slovníku se jednalo o nálezy keltské provenience.
Město bylo založeno v době polského království pravděpodobně ve 14. století jako osada u pily zpracovávající dříví těžené v lese na místě staré rybářské osady. Jeho v hospodaření ovlivňovalo mimo zemědělství a prosazoval se zejména obchod a řemeslná výroba. V té době je zde potvrzeno již 5 mlýnů. V době Polsko-litevského společenství se město dále rozvíjelo a konaly se  zde týdenní trhy a v 16. století se město úspěšně rozvíjelo a získalo řemeslný a obchodní charakter. V roce 1626 došlo k velkému požáru, který město téměř zcela zničilo. V roce 1627 po požáru bylo na náměstí postaveno sedm a na ulicích 50 nových domů. V roce 1655 byla Piła obsazena a zničena švédskými vojsky a se město v důsledku válek vylidnilo. Od počátku 17. století do počátku 19. století byla Pila centrem soukenictví a od konce 18. století centrem výroby hedvábí. Proto koncem 17. století získali místní soukeníci královské privilegium na zřízení valchy.
V období předělu v letech 1772 - 1918 po prvním dělení Polska stejně jako po druhém dělení město spadalo pod Prusko. Dne 7. července 1834 došlo ve městě k požáru, při kterém shořelo 200 domů. K rozvoji města přispěla v druhé polovině 19. století výstavba železnice. První spojení z Piły do Krzyże a Bydhoště bylo vybudováno v letech 1848–1851 (otevřeno 27. července 1851). Velkým průmyslovým závodem se stala opravna kolejových vozidel. V roce 1913 zde bylo postaveno malé odstavné letiště pro spojovací letadla a v roce 1914 větší letiště pro soukromou leteckou školu. V témže roce zde byla zahájena výstavba letecké továrny - pobočka závodu Albatros Flugzeugwerke pod názvem Ostedeutsche Albatros Werke GmbH (OAW), kde se vyráběly vojenské letouny Albatros pro potřeby německé armády. Během 1. světové války vyráběla maximálně 220 letadel měsíčně a do příměří v roce 1918 jich bylo vyrobeno přibližně 5500. V meziválečném období ponechala Versailleská smlouva s ohledem na většinu německého obyvatelstva Piłu v hranicích Německa (hranice s Polskem, probíhala přibližně 6 km jihovýchodně od centra města). V roce 1938 zde byl Pohraniční pochodový pluk Poznaň-Západní Prusko. Přes silný germanizační tlak zůstalo město centrem polského života. Působily zde polské společenské organizace, včetně: od roku 1924 pobočka Svazu Poláků v Německu. Od 1. září 1922 zde působil vice konzulát a od roku 1930 polský konzulát. Od roku 1917 působil v Pile také polský pěvecký sbor „Halka“, zpívající každou neděli a o polských církevních a státních svátcích. To fungovalo až do poslední neděle v srpnu 1939.
Po válce se na základě dohod z Jalty Piła vrátila do Polska. V polovině dubna 1945 byl v Piłe zřízen Státní repatriační úřad. Po skončení války zůstalo v Piłe asi 3250 Němců a domorodých obyvatel. Většina z nich vyjádřila přání jít do britské nebo sovětské okupační zóny. Odsuny začaly na podzim 1945 a skončily na podzim 1946. Tehdy odešlo 2700 lidí a hlavním přesídlením byla Trzcianka. Vysídlené osoby byly před odjezdem ošetřeny a bylo jim dovoleno vzít si s sebou svůj osobní majetek.
V roce 1946 mělo město 10 700 obyvatel. Do roku 1960 bylo postaveno nebo zrekonstruováno 2000 obytných místností, přestavěna nemocnice, škola a vypálené divadlo. Přebudována a rozšířena byla také městská infrastruktura: mosty, kanalizace, vodovodní a plynárenské sítě
Rekonstrukce, zpočátku pomalá, probíhala ve větším měřítku od roku 1965, kdy byly založeny Závody na opravu kolejových vozidel a Závod osvětlovací techniky "Lumena" - továrna na žárovky vybavená novým strojním zařízením. Rozvíjel se potravinářský, oděvní a kovoprůmysl, stejně jako závody na zpracování lnu. Dále byly modernizovány závody bramborářského průmyslu a otevřeny závody stavebních hmot: výroba betonu, továrna na střešní lepenku a cihelna.

## Partnerská města
- Cuxhaven, Německo
- Châtellerault, Francie
- Kronštadt, Rusko
- Schwerin, Německo